# The Guilty Have No Pride
The Guilty Have No Pride prvi je album engleskog neofolk sastava Death in June. Objavljen je 6. lipnja 1983.

## Popis pjesama

### Originalni minialbum

#### A strana
| Br. | Skladba                           | Trajanje |
| --- | --------------------------------- | -------- |
| 1.  | »Till The Living Flesh Is Burned« | 4:13     |
| 2.  | »All Alone In Her Nirvana«        | 2:45     |
| 3.  | »State Laughter«                  | 3:45     |
| 4.  | »Nothing Changes«                 | 2:50     |

#### B strana
| Br. | Skladba                    | Trajanje |
| --- | -------------------------- | -------- |
| 1.  | »Nation«                   | 3:20     |
| 2.  | »Heaven Street Mk II«      | 4:05     |
| 3.  | »The Guilty Have No Pride« | 2:25     |

### CD verzija iz 1990. (naslovljena kao The Guilty Have No Past)
| Br. | Skladba                           | Trajanje |
| --- | --------------------------------- | -------- |
| 1.  | »State Laughter«                  | 5:48     |
| 2.  | »Heaven Street Mk II«             | 4:10     |
| 3.  | »All Alone In Her Nirvana«        | 2:59     |
| 4.  | »Nation«                          | 3:48     |
| 5.  | »In the Night Time«               | 3:32     |
| 6.  | »We Drive East«                   | 3:02     |
| 7.  | »Holy Water«                      | 3:59     |
| 8.  | »Heaven Street«                   | 5:39     |
| 9.  | »The Guilty Have No Pride«        | 2:31     |
| 10. | »Till the Living Flesh Is Burned« | 4:21     |
| 11. | »Nothing Changes«                 | 2:57     |
| 12. | »Black Radio«                     | 6:52     |

### Verzija iz 2002.

#### A strana
| Br. | Skladba             | Trajanje |
| --- | ------------------- | -------- |
| 1.  | »Heaven Street«     | 5:32     |
| 2.  | »We Drive East«     | 2:59     |
| 3.  | »In The Night Time« | 3:29     |
| 4.  | »State Laughter«    | 5:45     |
| 5.  | »Holy Water«        | 3:58     |

#### B strana
| Br. | Skladba                           | Trajanje |
| --- | --------------------------------- | -------- |
| 1.  | »Till The Living Flesh Is Burned« | 4:18     |
| 2.  | »All Alone In Her Nirvana«        | 2:58     |
| 3.  | »Nothing Changes«                 | 2:55     |
| 4.  | »Nation«                          | 3:43     |
| 5.  | »Heaven Street Mk II«             | 4:10     |
| 6.  | »The Guilty Have No Pride«        | 2:29     |

### Verzija iz 2006.

#### CD
| Br. | Skladba                           | Trajanje |
| --- | --------------------------------- | -------- |
| 1.  | »Till The Living Flesh Is Burned« | 4:21     |
| 2.  | »All Alone In Her Nirvana«        | 2:59     |
| 3.  | »State Laughter«                  | 5:48     |
| 4.  | »Nothing Changes«                 | 2:57     |
| 5.  | »Nation«                          | 3:47     |
| 6.  | »Heaven Street Mk II«             | 4:10     |
| 7.  | »The Guilty Have No Pride«        | 2:31     |
| 8.  | »Heaven Street«                   | 5:39     |
| 9.  | »In The Night Time«               | 3:32     |
| 10. | »We Drive East«                   | 3:02     |
| 11. | »Holy Water«                      | 3:59     |

#### DVD snimke uživo (London, 1982.)
| Br. | Skladba                           | Trajanje |
| --- | --------------------------------- | -------- |
| 1.  | »Till The Living Flesh Is Burned« | 5:38     |
| 2.  | »State Laughter«                  | 5:48     |
| 3.  | »All Alone In Her Nirvana«        | 3:14     |
| 4.  | »Holy Water«                      | 3:46     |
| 5.  | »In The Night Time«               | 3:11     |
| 6.  | »Nothing Changes«                 | 3:14     |
| 7.  | »Heaven Street«                   | 5:55     |
| 8.  | »We Drive East«                   | 3:55     |

## Vanjske poveznice
- The Guilty Have No Pride na Discogsu